# McNichols Sports Arena
La McNichols Sports Arena (surnommée "Big Mac") était une salle omnisports située à Denver, dans le Colorado, à côté du Mile High Stadium (démoli en janvier 2002). Elle a été démolie en 1999, pour laisser place au parking du nouveau INVESCO Field at Mile High.
Ce fut le domicile des Nuggets de Denver (NBA) de 1975 à 1999, de l'Avalanche du Colorado (LNH) de 1995 à 1999, des Rockies du Colorado (LNH) de 1976 à 1982 et des Spurs de Denver (WHA) en 1975. La salle avait une capacité de 17 171 places pour les matchs de basket-ball et 16 061 pour les parties de hockey sur glace, de plus elle disposait de 27 suites de luxe et était entourée de parkings pouvant accueillir plus de  4 700 véhicules.

## Histoire
En 1972, les électeurs de la région de Denver ont approuvé l'investissement de $10 millions de dollars américains en obligation pour construire une nouvelle salle sportive. Avec le coût de la construction, les terrains et les aires de stationnement, le prix total s'est élevé à 16 millions de dollars. Les architectes de Sink/Combs ont conçu l'arène avec le divertissement des spectateurs comme principale préoccupation, par conséquent ils ont disposé les sièges d'une certaine manière pour permettre au public de se rapprocher de l'action ou de l'événement. Les travaux débutèrent en 1973, et deux ans plus tard, la McNichols Sports Arena ouvrit ses portes au public le 22 août 1975. Ce jour-là, le premier événement fut une performance de Lawrence Welk devant une foule de 19 000 personnes.
Une moyenne de 140-150 événements avaient lieu chaque année dans la salle.
En 1987, un important projet de rénovation et d'amélioration de $14 millions de dollars permit d'ajouter de nombreuses commodités. Les deux tableaux d'affichage (situés aux extrémités des estrades du niveau inférieur) furent remplacés par des nouveaux panneaux d'affichages à écrans vidéo faits par Diamond Vision II, un hall plus large, un nouveau système acoustique et video, des suites privées, l'amélioration des boutiques et divers autres.
La salle fut rasée en 1999, pour laisser place aux parkings du nouveau INVESCO Field at Mile High.

## Événements
- NBA All-Star Game 1984, 29 janvier 1984
- Final Four basket-ball NCAA, 1990
- Messe du pape Jean-Paul II lors des Journées mondiales de la jeunesse, août 1993
- UFC 1 : The Beginning, 12 novembre 1993
- Tournoi West Regional du Championnat NCAA de basket-ball, 1996
- Finales de la Coupe Stanley, 1996
- Concerts de Neil Diamond, Steven Curtis Chapman, Beastie Boys, Grateful Dead, Phish, ZZ Top (12 septembre 1999), Def Leppard, U2...

## Galerie

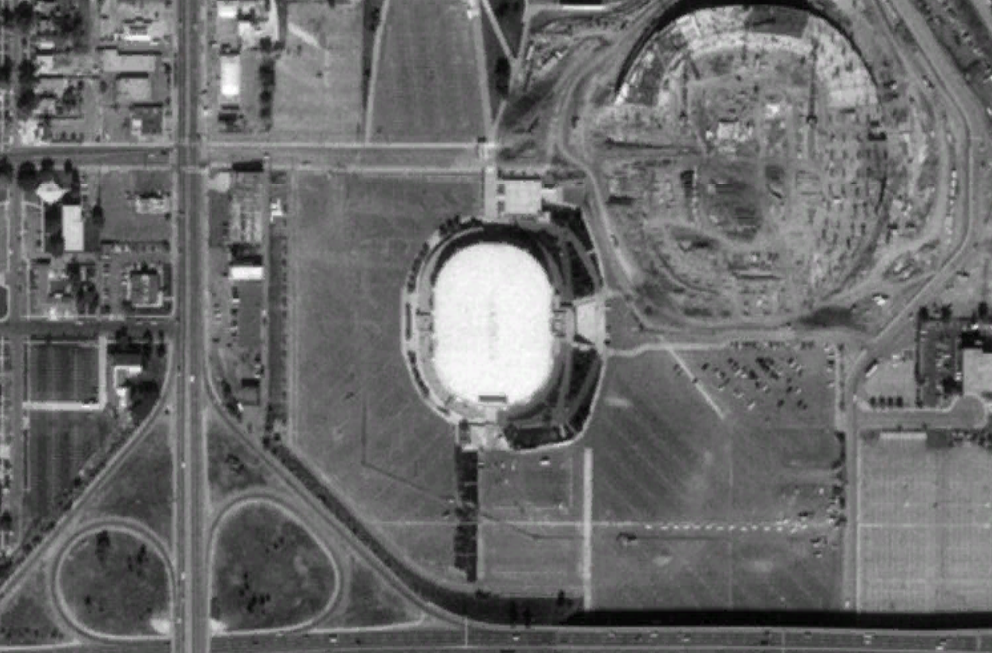
Image satellite